# Región de Kyūshū
Kyūshū (九州地方 Kyu shu?), literalmente "Región de las nueve provincias", es una región de Japón que incluye a la isla de Kyūshū. Está compuesta de ocho Prefecturas: Kagoshima, Kumamoto, Miyazaki, Nagasaki, Ōita, Okinawa, Saga, y Fukuoka.
El área de la región es de 44.466,91 km², con una población de 14.572.444 personas (1 de noviembre de 2009) y la densidad de cada una de las personas es de 327,7 personas/km².

## Economía
El papel de liderazgo en la economía regional lo tiene la parte electrónica. Los servicios, el comercio y la manufactura, también están desarrollados. La montaña Kyushu divide a la isla de Kyushu, en dos partes: en el norte se encuentran las principales empresas industriales (los centros industriales más importantes: Kitakyushu, Nagasaki y Ōita) mientras que en la parte sur se dedican principalmente a la agricultura. La parte norte está dominada por la industria química y la metalurgia.
La ciudad más poblada es Fukuoka. Es un importante centro empresarial y financiero de Kyushu. Fukuoka es el aeropuerto más grande de la isla. Más de un millón de personas viven en Kitakyūshū un importante centro industrial de la región. La población de Kumamoto y Kagoshima supera los 500.000 habitantes. La quinta ciudad más poblada de la isla, Nagasaki, es uno de los puertos más grandes de Japón.
En la isla de Kyūshū crece: arroz, soja, té, tabaco, patatas dulces; desarrollaron la producción de seda, porcelana (Arita, Imari).
La economía de Okinawa juega un papel importante en el turismo. En la prefectura los servicios del sector están más desarrollados.

### Para leer más
- Pradyumna Prasad Karan (2005). Japan in the 21st century: environment, economy, and society. University Press of Kentucky. pp. 154—162 (401). ISBN 9780813191188.

- Datos: Q13393883
- Multimedia: Kyushu / Q13393883